# Dinamo Kant
Dinamo Kant (kirg. Футбол клубу «Динамо» Кант) – kirgiski klub piłkarski, mający siedzibę w mieście Kant, na północy kraju.

## Historia
Chronologia nazw:
- 1997: Dinamo Kant (ros. «Динамо» Кант)
- 1998: klub rozformowano

Piłkarski klub Dinamo został założony w miejscowości Kant w roku 1997. W 1997 zespół zajął 3.miejsce w grupie północnej Pierwszej Ligi Kirgistanu. Tak jak kluby, które zajęły wyższe miejsca zrezygnowały z awansu, to w 1998 debiutował w Wyższej Lidze, w której najpierw zajął ostatnie 8.miejsce w grupie północnej i nie zakwalifikował się do turnieju finałowego. W 1997 i 1998 również startował w rozgrywkach o Puchar Kirgistanu. Jednak w następnym sezonie zrezygnował z dalszych występów i został rozformowany.

## Sukcesy

### Trofea międzynarodowe
Nie uczestniczył w rozgrywkach azjatyckich (stan na 31-12-2015).

### Trofea krajowe
| \| \| Zdobyte trofea w rozgrywkach Kirgistanu (stan na: 31-12-2015) \| |                                                               |      |                    |
| Rozgrywki                                                              | Osiągnięcie                                                   | Razy | Sezon(y)           |
| Mistrzostwo                                                            | I miejsce                                                     | 0    |                    |
| Mistrzostwo                                                            | II miejsce                                                    | 0    |                    |
| Mistrzostwo                                                            | III miejsce                                                   | 0    |                    |
| Mistrzostwo                                                            | 8.miejsce                                                     | 1    | 1998               |
| Puchar                                                                 | zdobywca                                                      | 0    |                    |
| Puchar                                                                 | finalista                                                     | 0    |                    |
| Puchar                                                                 | 1/16 finału                                                   | 2    | 1997, 1998         |
| II liga                                                                | I miejsce                                                     | 0    |                    |
| II liga                                                                | II miejsce                                                    | 0    |                    |
| II liga                                                                | III miejsce                                                   | 1    | 1997 (gr.północna) |
| Kirgistan                                                              | Zdobyte trofea w rozgrywkach Kirgistanu (stan na: 31-12-2015) |      |                    |

## Stadion
Klub rozgrywa swoje mecze domowe na stadionie Sportkompleks Abdysz-Ata w Kant, który może pomieścić 3000 widzów.